# Rajnai melegvérű
A rajnai melegvérű lovak az eredeti rajnai-germán vagy más néven reinlandi testes igáslovak jelentős Brabant befolyással bírtak, és egykor kedvelt munkalovak voltak a Rajna-vidéken, Vesztfáliában és Szászországban. A modern mezőgazdasági munka viszont régen feleslegessé és kevéssé elismertté tette a fajtát. A Rajna Méneskönyv azonban ennek megfelelően elmozdult a hagyományos nehéz igáslovakon - elsősorban annak könnyebb testű példányain - alapuló hátaslovak irányába.

## Eredete
Az 1970-es években a tenyésztési programok azt tűzték ki célul, hogy speciális, elismert hátaslótípust alakítsanak ki. Ezek a lovak a Hannover-Vesztfália körzetből kikerülő mének után születtek, olyan félvérekből, amelyek angol telivér, trakhneni és hannoveri vért tartalmaztak és ha kis mértékben is, de megvolt a régi rajnai hátterük is. A modern rajnai melegvérűek ebből az egyvelegből kikerülő, gondosan válogatott félvér ménektől származnak.